# Goniurosaurus kwangsiensis
Espèce
Goniurosaurus kwangsiensis est une espèce de geckos de la famille des Eublepharidae.

## Répartition
Cette espèce est endémique du Guangxi en Chine.

## Description
Le mâle holotype mesure 197,7 mm de longueur totale dont 104,9 mm de longueur standard et 92,8 mm de queue.

## Étymologie
Son nom d'espèce, composé de kwangsi et du suffixe latin -ensis, « qui vit dans, qui habite », lui a été donné en référence au lieu de sa découverte, le Guangxi.

## Publication originale
- Yang & Chan, 2015 : Two new species of the genus Goniurosaurus (Squamata: Sauria: Eublepharidae) from southern China. Zootaxa, no 3980 (1), p. 67–80.